# Palazzo Marignoli

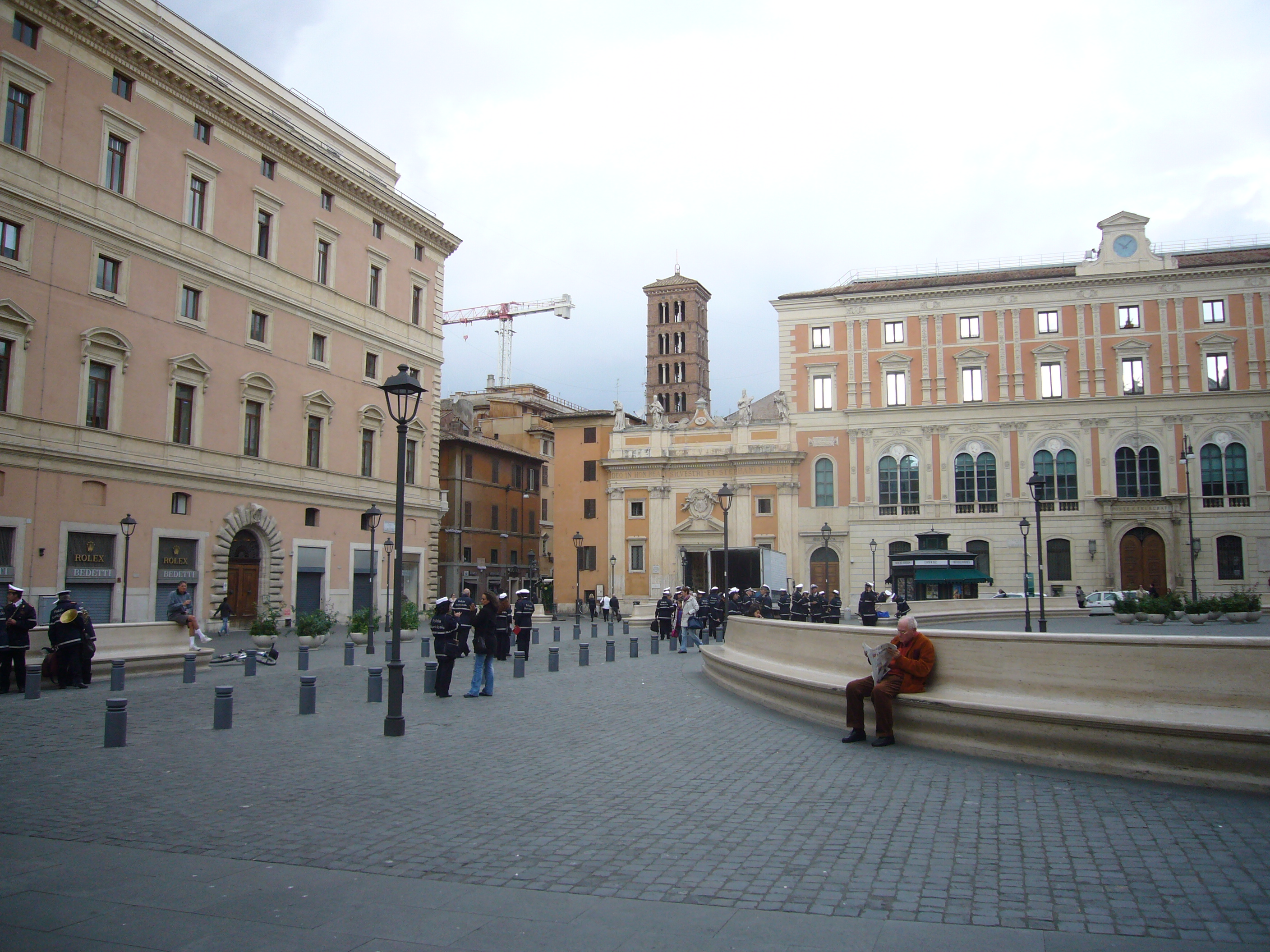
Fachada na Piazza di San Silvestro à esquerda (compare com a imagem abaixo). Do outro lado da igreja, à direita, está o Palazzo delle Poste.

Palazzo Marignoli é um palácio eclético localizado num grande quarteirão entre a Piazza di San Silvestro and Via del Corso (na altura do número 180), delimitado ainda pela Via delle Convertite e a Via di San Claudio, no rione Colonna de Roma.

## História
O palácio foi construído entre 1878 e 1883 pelo arquiteto Salvatore Bianchi no lugar do convento agostiniano de Santa Maria Maddalena delle Convertite e da igreja de Santa Lucia della Colonna. Poucos anos depois, o palácio teve que ser novamente reformado para permitir o alargamento da Via del Corso e, por isso, sua fachada teve que ser demolida e uma nova foi construída por Giulio Podesti. O palácio, construído pelo marquês Filippo Marignoli, deputado e senador, apresenta três varandas no piso nobre, das quais a central, com três grandes janelas em arco, é flanqueada por colunas sobre as quais se assenta a varanda do segundo piso. O edifício foi vendido Marignoli para a Riunione Adriatica di Sicurtà, que ainda hoje mantém ali a sua sede. 

### Convento di Santa Maria Maddalena delle Convertite

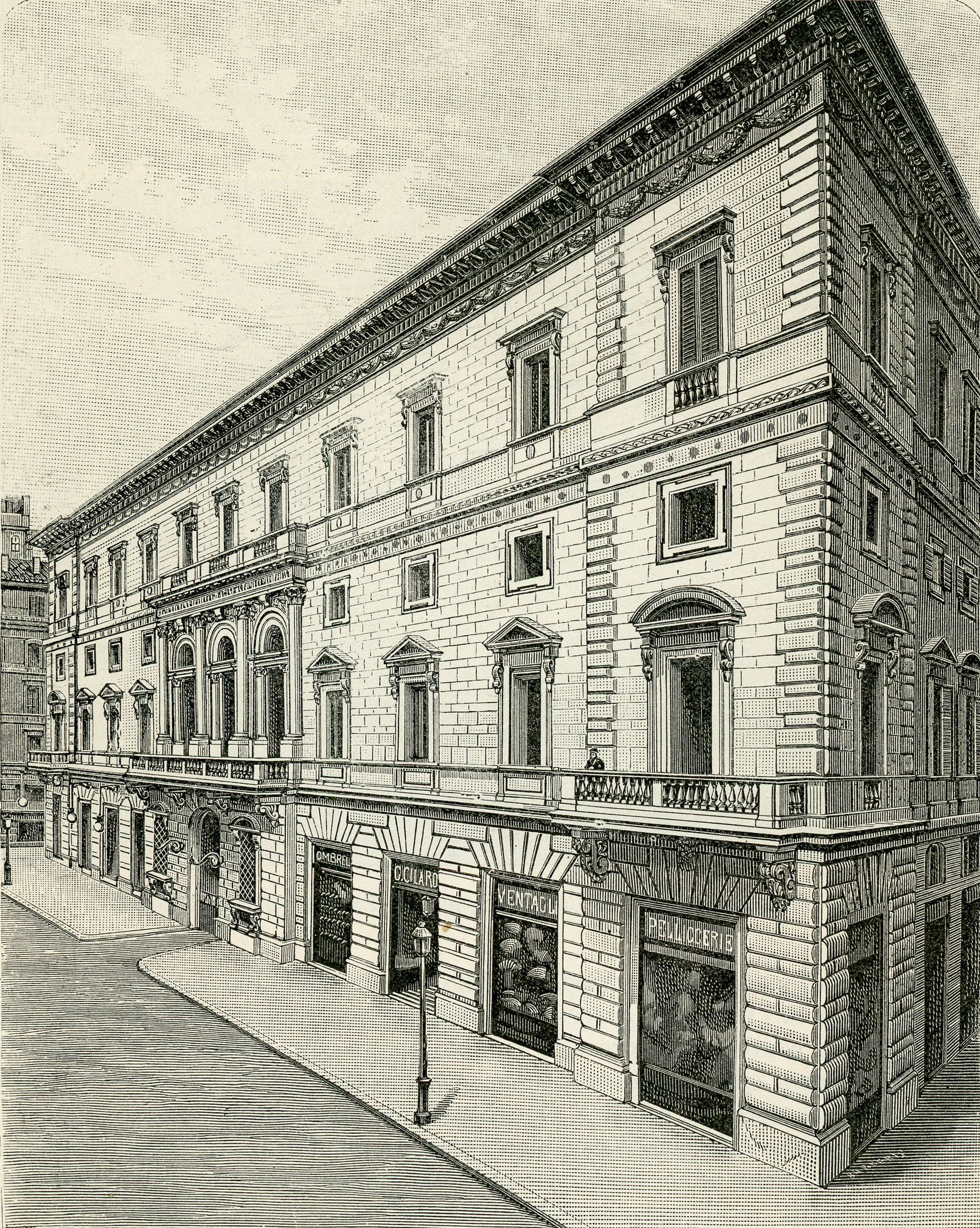
Gravura da fachada na Via del Corso, com suas três varandas no piso nobre.

Especialmente interessante é a história do convento agostiniano demolido, parcialmente visível numa gravura de Giuseppe Vasi (1758). No século XV, muitas prostitutas trabalhavam e viviam nas ruas entre a Via del Corso e a Piazza di Spagna. Em 1520, Confraternidade de San Girolamo della Carità, por iniciativa do cardeal Giulio de' Medici, encomendou a construção de um mosteiro para hospedar prostitutas arrependidas e que desejavam "descontar" seus pecados através de uma vida enclausurada, as "donne convertite". O mosteiro, construído ao lado da igreja de Santa Lucia alla Colonna al Corso (que, em 1585, trocou de nome para Santa Maria Maddalena, a primeira pecadora arrependida), foi inaugurado canonicamente pelo papa Leão X em 19 de maio de 1520 através da bula Salvator Noster Jesus, que destinou o novo convento a uma clausura na qual as penitentes observariam a regra de Santo Agostinho. Entregue aos cuidados da Confraternidade da Caridade e guiado espiritualmente pelos clérigos mínimos de São Francisco de Paula, as integrantes do claustro eram rigorosamente selecionadas pela confraternidade para garantir que eram adequadas, evitando que o convento se transformasse numa "aposentadoria", ou seja, o local para onde seriam enviadas as prostitutas que não mais contavam com juventude ou beleza para continuarem levando a vida como sempre levaram. 

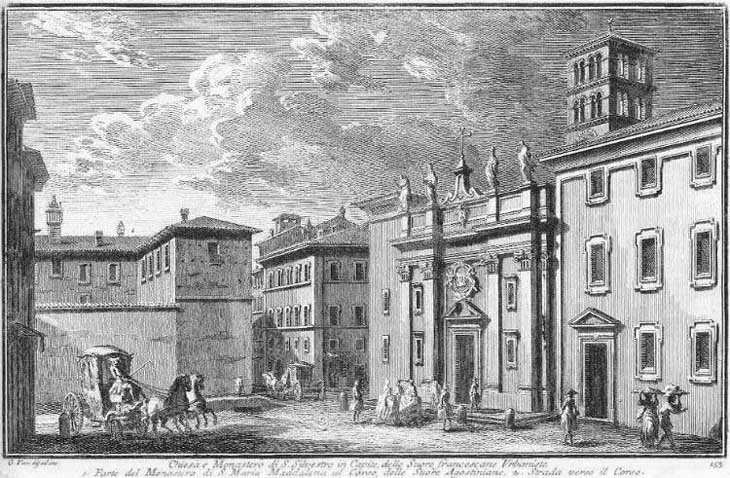
Gravura de Giuseppe Vasi (1758). O mosteiro está no centro-esquerda desta imagem, bem no local onde hoje está o palácio (compare com a imagem acima).

O convento foi confirmado pelo papa Clemente VII em 1525 através da bula Cum ex corpore, que determinou-lhe uma renda de 50 escudos por mês. As próprias prostitutas, desde o início, deviam destinar ao instituto pelo menos 20% de seus bens; em casos extremos, o mosteiro também cuidava dos filhos das residentes. A partir de alguns registros da época, sabe-se, em 1553, a Confraternidade da Caridade gastou 60 000 escudos, graças ao apoio de doadores e das esmolas públicas recolhidas de uma caixa de coleta colocada sob um santuário mariano na Ponte Mílvio (que ainda era visível no século XIX no parapeito da ponte) sobre o qual estava escrito "Para as pobres convertidas". Depois de um incêndio, que em 1617 devastou o convento, o edifício foi reconstruído pelo cardeal Pietro Aldobrandini e pelo papa Paulo V. Alguns monges mais religiosos se mudaram, em 1628, para o convento de San Giacomo alla Lungara, para onde foram outros em 1798, quando o mosteiro na Via del Corso foi suprimido.

### Caffé Aragno
O Palazzo Marignoli abriga atualmente uma famosa cadeia italiana de restaurantes, mas, no passado, abrigou o famoso Caffé Alemagna e, antes dele, entre 1890 e 1955, do célebre Caffé Aragno, onde escritores, jornalistas, artistas e atores se reuniam. Na fachada do piso térreo ainda hoje está, em letras de bronze, a inscrição ARAGNO.